# Ellis Island Medal of Honor
Die Ellis Island Medal of Honor (englisch für „Ellis-Island-Ehrenmedaille“) ist eine US-amerikanische zivile Auszeichnung.
Sie wurde von der National Ethnic Coalition of Organizations (NECO) 1986 gestiftet. Diese Auszeichnung hebt die Bedeutung von Einwanderern und die Beiträge, die Einwanderer und ihre Kinder zum Wohle der USA geleistet haben, hervor.
Auf der New Yorker Insel Ellis Island findet jeden Mai eine Zeremonie zur Preisverleihung statt. Alle Waffengattungen der US-amerikanischen Armee nehmen traditionell daran teil. Sowohl das Repräsentantenhaus als auch der  Senat haben die Ellis Island Medals of Honor anerkannt. Ein Bankett findet in der großen Halle statt, in der die Einwanderer in Zeremonien US-Bürger wurden. Etwa 100 werden jedes Jahr mit der Medaille ausgezeichnet.

## Bekannte Preisträger
- Spencer Abraham, Politiker
- Gary Ackerman, Politiker
- Danny Aiello, Schauspieler
- Roger Ailes, Fernsehproduzent
- Muhammad Ali, Boxweltmeister
- Ajay Banga, Manager
- Yogi Berra, Baseballspieler
- Tony Blair, Politiker (Internationaler Preis; erster Nichtamerikaner, der den Preis erhielt)
- Michael Bolton, Sänger
- Ernest Borgnine, Schauspieler
- Dan Burton, Politiker
- George H. W. Bush, Politiker und Präsident der Vereinigten Staaten
- Elaine Chao, Politikerin
- Dominic Chianese, Schauspieler
- Bill Clinton, Politiker und Präsident der Vereinigten Staaten
- Hillary Clinton, Politikerin und Außenministerin der USA
- Jerry Colangelo, Sportmanager
- Joe DiMaggio, Baseballspieler
- Gloria Estefan, Sängerin
- Mia Farrow, Schauspielerin
- Charles Fazzino, Künstler
- Renée Fleming, Opernsängerin
- Gerald Ford, Politiker und Präsident der Vereinigten Staaten
- Bob Gaudio, Sänger
- Salvatore Giunta, Soldat
- Peter Gruss, deutscher Biologe
- Evander Holyfield, Boxweltmeister
- Bob Hope, Schauspieler
- Mike Ilitch, Unternehmer
- Daniel Inouye, Soldat und Politiker
- Quincy Jones,  Musikproduzent, Komponist, Jazztrompeter, Arrangeur und Bandleader
- Henry Kissinger, Politiker
- Gerda Weissmann-Klein, Menschenrechtlerin und Autorin
- Jerry Lewis, Schauspieler
- Danny Masterson, Schauspieler
- Jacques Nasser, australischer Manager
- Raymond T. Odierno, Soldat
- Rosa Parks, Bürgerrechtlerin
- Charles B. Rangel, Politiker
- L. Rafael Reif, Elektroingenieur und Hochschullehrer
- Mary Lou Retton, Kunstturnerin
- Doris Roberts, Schauspielerin
- Bruno Sammartino, Wrestler
- Leo Schelbert, Schweizer Historiker
- George D. Schwab, Politikwissenschaftler
- Martin Scorsese, Regisseur
- Jane Seymour, Schauspielerin
- Brooke Shields, Schauspielerin
- Don Shula, American-Football-Trainer
- William E. Simon, Geschäftsmann und Politiker
- Fauja Singh,  britisch-indischer Läufer
- Frank Sinatra, Sänger
- Jerry Stiller, Talkshowmoderator
- Donald Trump, Unternehmer und Präsident der Vereinigten Staaten
- Frankie Valli, Sänger
- Dionne Warwick, Sängerin
- Chien-Shiung Wu, chinesisch-amerikanische Physikerin
- Malala Yousafzai, Kinderrechtsaktivistin
- Tim H. Zagat, Unternehmer, Chef von Zagat Survey